# Yokosuka R2Y Keiun
Yokosuka R2Y Keiun (яп. 景雲, Перистое облако) — прототип скоростного самолёта-разведчика, разработанный в Японии в конце Второй мировой войны.

## История
В начале Второй мировой войны ВВС Императорского флота Японии потребовался скоростной самолёт-разведчик, способный уходить от перехвата истребителями противника. В 1942 году командование флота поставило перед 1-м морским авиационно-техническим арсеналом в Йокосуке задание на разработку и создание такого самолёта с максимальной скоростью 575 км/час на высоте 6000 м.
 
Первоначальный проект, носивший внутрифирменное обозначение Y-30 и официальное R1Y1 Seiun (яп. 青い雲, Голубое облако), должен был получить новые 24-цилиндровые двигатели жидкостного охлаждения мощностью 2500 л.с., которые разрабатывались компанией Mitsubishi. Однако, поскольку разработки были далеки от завершения, было решено остановиться на двух двигателях воздушного охлаждения Mitsubishi MK10A. Оборудованный ими вариант R1Y1 напоминал бомбардировщик P1Y Ginga, а его лётные характеристики не соответствовали установленным в задании.
  
Тогда флот выдал новые спецификации, в основе которых лежал проект арсенала Y-40, основанный на изучении закупленного в Германии в 1940 году бомбардировщика Heinkel Не.119-V4. Подобно немецкой машине, новый самолёт должен был иметь силовую установку из двух спаренных двигателей — Aichi-10 (На-70), включавшую два двигателя Atsuta-30, размещённых в фюзеляже за кабиной пилота и работающую на установленный в носовой части шестилопастной тянущий винт. Этот проект, работы над которым велись под руководством капитана Сиро Оцуки, получил наименование R2Y Keiun.

В конце 1944 года, когда ход войны и приближение боевых действий к территории Японии сделали неактуальной проблему ведения дальней воздушной разведки, было предложено создать на базе R2Y реактивный бомбардировщик, заменив двигательную установку в фюзеляже на дополнительный топливный бак и установив под крыльями два турбореактивных двигателя He-330 с тягой 1320 кг. При такой компоновке самолёт мог нести на подвеске под фюзеляжем одну бомбу массой 800 кг, батарею пушек в освободишейся от винта носовой части и развивать максимальную скорость до 790 км/ч (против  715 км/ч для варианта с поршневыми двигателями). После одобрения проекта командованием Императорского флота, было принято решение (до готовности образца с реактивным двигателем, получившего наименование R2Y2) изготовить в качестве аэродинамического прототипа поршневой вариант R2Y1.

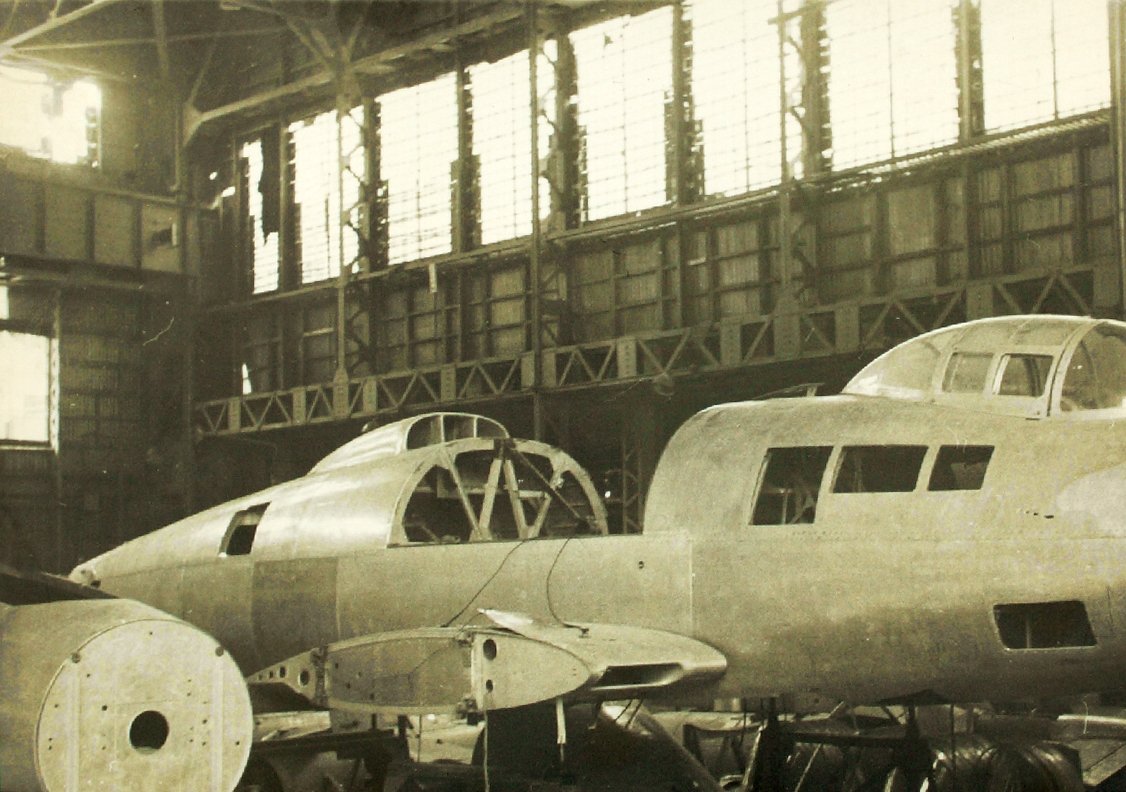
R2Y в сборочном цехе

Опытный образец R2Y1 был собран в апреле 1945 года и доставлен для лётных испытаний в Кисаразду. Во время первого же полёта, проведённого 8 мая 1945 года, были выявлены серьёзные проблемы: эффект шимми колеса передней стойки шасси и перегрев двигателя, вынудивший пилотировавшего самолёт капитан-лейтенанта Китаиму прервать полёт из-за резкого роста температуры масла. Через несколько дней испытатели пришли к выводу о необходимости замены двигателя, однако до того, как это было сделано, самолёт был уничтожен в результате бомбардировки авиацией США.

Второй экземпляр R2Y1 и опытный образец R2Y2, сборка которых продолжалась в арсенале Йокосука, до окончания войны закончены не были, а после поражения Японии дальнейшая работа над проектом самолёта прекратилась.

## Тактико-технические характеристики
Приведённые ниже характеристики соответствуют модификации R2Y1.
Источник данных: Francillon, 1970.

Технические характеристики
- Экипаж: 2
- Длина: 13,05 м
- Размах крыла: 14,0 м
- Высота: 4,24 м
- Площадь крыла: 34,0 м²
- Масса пустого: 6015 кг
- Нормальная взлётная масса: 8100 кг
- Максимальная взлётная масса: 9400 кг
- Силовая установка: 1 × 24-цилиндровый жидкостного охлаждения Aichi 10 (На-70) (спаренные Atsuta 30)
- Мощность двигателей: 1 × 3400 л. с. (1 × 2535 кВт)
- Воздушный винт: 6-лопастной металлический

Лётные характеристики
- Максимальная скорость: 719 км/ч на 10000 м
- Крейсерская скорость: 463 км/ч на 4000 м
- Практическая дальность: 3611 км
- Практический потолок: 11700 м
- Время набора высоты: 10000 м за 10 мин
- Нагрузка на крыло: 238,2 кг/м²
- Тяговооружённость: 306,5 Вт/кг

Вооружение
- Стрелково-пушечное: нет